# Anna van Savoye
Anna van Savoy (1306 — Thessaloniki, 1365) was keizerin van Byzantium door haar huwelijk met Andronikos III Palaiologos.

## Biografie
Giovanna van Savoy werd geboren als de dochter van Amadeus V van Savoye en Maria van Brabant. Tijdens de burgeroorlog die woedde in het Byzantijnse Rijk werd Giovanna van Savoy uitgehuwelijkt aan Andronikos III Palaiologos. Het stel trouwde uiteindelijk in oktober 1326. Bij haar huwelijk nam zij de naam Anna aan en werd ze opgenomen in de Oosters-Orthodoxe Kerk.
Op 15 juni 1341 stierf haar man en werd hij opgevolgd door zijn zoon Johannes V. De jongen was nog niet eens negen jaar en daardoor werd Anna regent. Al snel riep zij Johannes VI Kantakouzenos uit tot vijand van de staat op aanraden van haar raadgevers. Dit leidde direct tot een burgeroorlog nadat Johannes VI zichzelf had uitgeroepen tot keizer. Anna wist met de Bulgaarse tsaar Ivan Alexander een bondgenootschap. De burgeroorlog eindigde in 1347 met een overwinning voor Kantakouzenos en werd er een co-keizerschap ingevoerd.
Anna verliet Constantinopel in 1351 en verhuisde naar Thessaloniki. In die stad hield ze haar eigen hof. Ze zou hier het bewind blijven voeren tot haar dood in 1365. Haar laatste jaar bracht ze als non in het klooster door.

## Huwelijk en kinderen
In 1326 huwde Anna van Savoy met Andronikos III Palaiologos, een zoon van Michaël IX Palaiologos en Rita van Armenië, het stel kreeg samen vier kinderen:
- Maria Palaiologos (1327-1356), gehuwd met Michael Asen IV van Bulgarije.
- Johannes V Palaiologos (1332-1391), keizer van Byzantium.
- Michael Palaiologos (1337-1370), despoot.
- Irene Palaiologs (?-1384), gehuwd met Francesco I Gattilusio, heerser van Lesbos.

## Voorouders
| Voorouders van Anna van Savoye | Voorouders van Anna van Savoye                                   | Voorouders van Anna van Savoye                                   | Voorouders van Anna van Savoye                                   | Voorouders van Anna van Savoye                                   | Voorouders van Anna van Savoye                                                   | Voorouders van Anna van Savoye                                                   | Voorouders van Anna van Savoye                                                | Voorouders van Anna van Savoye                                                |
| ------------------------------ | ---------------------------------------------------------------- | ---------------------------------------------------------------- | ---------------------------------------------------------------- | ---------------------------------------------------------------- | -------------------------------------------------------------------------------- | -------------------------------------------------------------------------------- | ----------------------------------------------------------------------------- | ----------------------------------------------------------------------------- |
| Overgrootouders                | Thomas I van Savoye (1180-1233) ∞ Beatrix van Genève (1180-1252) | Thomas I van Savoye (1180-1233) ∞ Beatrix van Genève (1180-1252) | Theobald van Lavagna (–) ∞ ? (–)                                 | Theobald van Lavagna (–) ∞ ? (–)                                 | Hendrik III van Brabant (1231-1261) ∞ +/-1251 Aleidis van Bourgondië (1233-1273) | Hendrik III van Brabant (1231-1261) ∞ +/-1251 Aleidis van Bourgondië (1233-1273) | Gwijde van Dampierre (1226-1305) ∞ 1246 Mathilde van Béthune (1230-1264)      | Gwijde van Dampierre (1226-1305) ∞ 1246 Mathilde van Béthune (1230-1264)      |
| Grootouders                    | Thomas van Savoye (1199-1259) ∞ Beatrix Fieschi (-1283)          | Thomas van Savoye (1199-1259) ∞ Beatrix Fieschi (-1283)          | Thomas van Savoye (1199-1259) ∞ Beatrix Fieschi (-1283)          | Thomas van Savoye (1199-1259) ∞ Beatrix Fieschi (-1283)          | Jan I van Brabant (±1252–1294) ∞ +/-1273 Margaretha van Dampierre (1251-1285)    | Jan I van Brabant (±1252–1294) ∞ +/-1273 Margaretha van Dampierre (1251-1285)    | Jan I van Brabant (±1252–1294) ∞ +/-1273 Margaretha van Dampierre (1251-1285) | Jan I van Brabant (±1252–1294) ∞ +/-1273 Margaretha van Dampierre (1251-1285) |
| Ouders                         | Amadeus V van Savoye (1249-1323) ∞ Maria van Brabant (1278-1338) | Amadeus V van Savoye (1249-1323) ∞ Maria van Brabant (1278-1338) | Amadeus V van Savoye (1249-1323) ∞ Maria van Brabant (1278-1338) | Amadeus V van Savoye (1249-1323) ∞ Maria van Brabant (1278-1338) | Amadeus V van Savoye (1249-1323) ∞ Maria van Brabant (1278-1338)                 | Amadeus V van Savoye (1249-1323) ∞ Maria van Brabant (1278-1338)                 | Amadeus V van Savoye (1249-1323) ∞ Maria van Brabant (1278-1338)              | Amadeus V van Savoye (1249-1323) ∞ Maria van Brabant (1278-1338)              |